# Manecilla (hojalatería)
En hojalatería, se conoce con el nombre de manecilla cada una de las chapas metálicas (escuadra) que se sujetan mediante clavos al enlistonado de la armadura sobre la que van las planchas de la lámina que forma la cubierta.

## Tipos
Las manecillas o manillas pueden ser simples o dobles. De sus lados el que se fija a la armadura es plano y en tirabuzón el otro.
- Simples: se emplean en el sistema llamado de grapas sencillas y tienen un solo tirabuzón, como los rebordes de los dos costados  de las dos hojas metálicas de la cubierta. Se coloca una de estas hojas con los tirabuzones, que son inversos a los de las manecillas, puestos en el sentido de la vertiente, sujetándola a los cabios con clavos de zinc y enlazando la manecilla en el reborde exterior. Sobre esta hoja se coloca otra de forma que el tirabuzón interior enlace con el estaño, siguiendo así con las sucesivas.
- Dobles: La hoja vertical de la escuadra se corta por el medio, de modo que forma dos tirabuzones opuestos. Estas manecillas se emplean en el sistema de dobles grapas, cuyas hojas tienen doblados hacia el exterior los tirabuzones o vueltas en los costados, en sentido de la vertiente. Las hojas van al tope y se unen con la manecilla colocada debajo.